# Condofuri
Condofuri é uma comuna italiana da região da Calábria, província de Reggio Calabria, com cerca de 5.057 habitantes. Estende-se por uma área de 58 km², tendo uma densidade populacional de 87 hab/km². Faz fronteira com Bova, Bova Marina, Roccaforte del Greco, Roghudi, San Lorenzo.

## Demografia
| Variação demográfica do município entre 1861 e 2011                               |
|                                                                                   |
| Fonte: Istituto Nazionale di Statistica (ISTAT) - Elaboração gráfica da Wikipedia |